# شاناتس
شاناتس (به صربی: Šanac) یک منطقهٔ مسکونی در صربستان است.